# FairFin
FairFin is een Belgische -Nederlandstalige- sociaal-culturele beweging die ijvert voor een duurzame en sociaal-rechtvaardige maatschappij, waarin geld een eerlijke rol speelt. Haar Franstalige evenknie heet Financité.

## Geschiedenis
Op 27 juni 1982 richtten mensen uit de hoek van het vormingswerk en sociale coöperatieven het 'Netwerk Zelfhulp Vlaanderen' op. Aanleiding was een uitzending van het BRT-televisieprogramma 'Ommekaar' over het 'Netzwerk Selbsthilfe Berlin' dat geld leende aan organisaties die geen banklening kregen omwille van hun kritische maatschappijvisie en vernieuwende karakter. De organisatie draaide op vrijwilligers (waaronder sinds januari 1983 de latere coördinator Hugo Wanner) en voorzag fondsen voor duurzame initiatieven en sociale coöperatieven dankzij giften en subsidies.
Midden jaren 80 stelde Netwerk Vlaanderen de ambitie om een alternatieve bank op te richten bij tot het vinden van een financiële partner. In 1990 opende Algemene Spaar- en Lijfrentekas (ASLK) een agentschap in het gebouw van Netwerk Vlaanderen om spaargelden ethisch te beleggen via het Krekelsparen.
In 1995 besloot de algemene vergadering om zich meer als beweging te profileren met kritische vragen over de rol van geld in de samenleving. 'Anders omgaan met geld' werd de baseline die aangaf dat het Netwerk meer wilde zijn dan een alternatieve financier. In 1998 werd Kristien Vermeersch coördinator van de beweging die als zodanig werd gesubsidieerd door het ministerie van Cultuur.
Geïnspireerd door de ideeën van Bernard Lietaer, voormalig directeur van de Nationale Bank van België en auteur van "Het geld van de Toekomst", leverde FairFin een bijdrage aan verschillende pilootprojecten met complementaire munten in Vlaanderen. Deze projecten omvatten onder meer de 'Torekes' in Gent, de 'Troeven' in Turnhout en de 'e-portemonnee' in Limburg. Deze initiatieven zijn ontstaan uit de concrete behoeften en vragen van lokale gemeenschappen en hebben als doel lokale economieën te versterken en sociale cohesie te bevorderen.
In 2003 stelde het Netwerk samen met de vredesbeweging bancaire investeringen in de wapenindustrie publiekelijk te kijk. In 2004 startte Netwerk Vlaanderen de cvba Netwerk Rentevrij om renteloze leningen te verstrekken met steun van het federale Kringloopfonds, Ethias, de Koning Boudewijnstichting en enkele particulieren. Geïnspireerd op The Yes Men kwam er in 2006 media-aandacht voor de fictieve ACE bank die protesteerde tegen de 'hetze van maatschappelijk verantwoord ondernemen'.
In 2012 herdoopte Netwerk Vlaanderen zich tot FairFin vanuit de overtuiging dat geld de motor kan zijn voor een faire maatschappij, waarin het uiteindelijk om meer dan geld draait. In 2013 werd Netwerk Rentevrij omgedoopt tot Socrowd en het ethisch belegginsproduct Krekelsparen stopgezet door BNP Paribas Fortis. Na de privatisering van ASLK had opvolger Fortis het product niet meer actief gepromoot hoewel het in 2007 wel 106 miljoen euro had verzameld. Netwerk Vlaanderen verwees bewuste beleggers door naar Triodos Bank, vdk bank of de toen pas opgerichte coöperatieve maar nog niet operationele bank NewB.
In 2015 werd de BankWijzer gelanceerd als Belgische poot van Fair Finance International op initiatief van FairFin, Financité, Bond Beter Leefmilieu, 11.11.11., CNCD-11.11.11, Amnesty International, Oxfam, Netwerk Bewust Verbruiken en het Algemeen Christelijk Vakverbond. Dat jaar organiseerde FairFin zijn eerste Move Your Money-campagne.
In 2017 werd het project rond gemeenschapsmunten verder gezet in de aparte vzw Muntuit.